# 日本リアリズム写真集団
日本リアリズム写真集団（にほんリアリズムしゃしんしゅうだん、Japan Realist Photographers Association）は日本の写真家団体。略称JRPまたは、写真集団。
1963年12月27日創立。創立時の会長は太宰治の肖像写真でも知られる田村茂。
1966年、顧問にリアリズム写真を提唱した土門拳、木村伊兵衛、中島健蔵が就任。
歴代の役員を藤本四八、丹野章、川島浩、英伸三、中村梧郎ら日本写真家協会にも加入する著名なプロ写真家や伊藤知巳、田中雅夫といった著名な写真評論家が務めてきた。
夏期講座の開催など後身の養成に力を入れ、1974年、付属の写真学校「現代写真研究所」を開設。1976年、第1回公募写真展「視点」を東京都美術館で開き、現在も継続。中村梧郎、森住卓らを発掘した。「現代写真研究所」からは、迫川尚子、星玄人らの若手写真家を輩出している。また、各地でJRP塾を開催している。
写真作品の創造に取り組む人であればプロ、アマチュア問わず加入できる他、写真に関する評論家、編集者などの参加も可能。現在の会員数は各地に800人以上（公称）。東京都内に複数の支部を持つ他、千葉県、神奈川県、愛知県、大阪府、静岡県、三重県、石川県、岐阜県など各府県にも支部がある。

## 注
1. ↑  「人間失格」執筆の頃の太宰治、撮影＝田村茂
2. ↑  概要日本リアリズム写真集団公式サイト内
3. 1 2  前掲 概要
4. ↑  迫川尚子の項目参照。
5. ↑  星玄人の項目参照。
6. ↑  会則
7. ↑  支部サイトのリンク集